# Ernest Fenollosa Alcaide
Ernest Fenollosa Alcaide (la Vall d'Uixó, Plana Baixa, 1917 - 11 de novembre de 1986) fou un mestre i polític valencià.

## Biografia
Va estudiar el batxillerat com alumne lliure a Castelló i hi va cursar els estudis de Magisteri. Durant la guerra civil espanyola fou tinent d'aviació de l'Exèrcit Popular de la República. Després de la guerra fou empresonat fins al 1946, i després reorganitzà la secció castellonenca del PSOE amb Enrique Marco Soler. Fou depurat i no va poder exercir la docència oficialment, dedicant-se a fer classes d'idiomes francès i anglès. Va estudiar ràdio-tècnica i va ser cap de vendes d'una empresa. Fou reintegrat a l'escalafó del Professorat d'EGB en 1977.
A les eleccions generals espanyoles de 1977 i 1979 fou escollit senador per la província de Castelló primer del PSOE i després del PSPV-PSOE. Fou membre de FETE-UGT i quan es van unificar PSPV i PSOE el 1978 fou membre de l'executiva. Va ser un dels membres del Plenari de Parlamentaris del País Valencià que va participar en la redacció de l'Estatut d'Autonomia de la Comunitat Valenciana, amb la presidència primer de Josep Lluís Albinyana i Olmos al capdavant de Consell del País Valencià, on fou substituït el 1979 per Enrique Monsonís. Va ser també membre de la direcció nacional del Partit Socialista del País Valencià (PSPV-PSOE). Quan va finalitzar la I Legislatura en 1982, problemes de salut li van impedir presentar-se a les eleccions. Morí el 1986 d'un infart de miocardi. És pare d'Ernest Fenollosa Ten.